# Hiwin
Die HIWIN Technologies Corporation (chinesisch 上銀科技, Pinyin Shàngyín Kējì) ist ein taiwanesischer Konzern im Bereich Antriebstechnik mit weltweit 8 Tochtergesellschaften. Das Unternehmen produziert und vertreibt Profilschienenführungen, Kugelgewindetriebe und Positioniersysteme. Die deutsche Niederlassung befindet sich in Offenburg. Der Name "HIWIN" entstand durch die Zusammensetzung der Worte "Hi-tech" und "Winner". 
HIWIN beliefert hauptsächlich Hersteller von Werkzeugmaschinen, Unternehmen der Metall-, Kunststoff- und Holzbearbeitung, Industrieunternehmen aus den Bereichen Mess- und Prüftechnik, Verpackung, allgemeine Automation, Medizintechnik, Applikation sowie der Halbleiter-, Photovoltaik und Solarbranche.

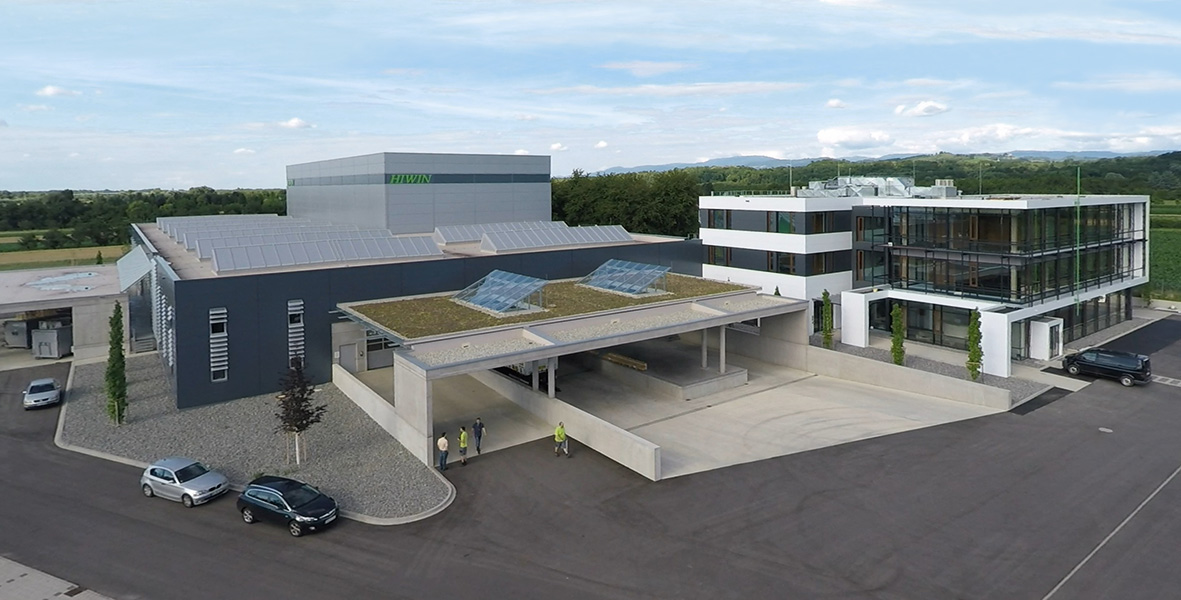
Hiwin – Standort Offenburg

HIWIN wurde 1989 von Eric Y.T. Chuo gegründet. 1993 folgten Erweiterungen des Unternehmens in den USA und in Deutschland. 1997 wurde in Taiwan HIWIN Mikrosystem gegründet. Weitere Standorte in der Schweiz (2000), Tschechien (2001) und Japan (Tokio, 2003), sowie Italien (2018) kamen hinzu.
Im Jahr 2017 verzeichnete HIWIN einen Umsatz von 695,68 Millionen US-Dollar und ein Gewinn nach Steuern von 89 Millionen US-Dollar.
HIWIN Deutschland (GmbH) ist am Deutschlandstipendium beteiligt.